# Ewa Pałuska
Ewa Pałuska (ur. 1975 w Olsztynie) – polska aktorka teatralna i filmowa.
Absolwentka Studium Aktorskiego przy Teatrze Jaracza. Po uzyskaniu dyplomu w 1998 r. pracowała w Teatrze im. S. Żeromskiego w Kielcach; od 2004 w Teatrze im. Stefana Jaracza w Olsztynie. Jeszcze podczas pracy w Kielcach otrzymała „Dziką różę” – nagrodę dziennikarzy dla najlepszego aktora. W Olsztynie nagrodzono ją w 2006 roku w plebiscycie „Teatralna Kreacja Roku” za rolę Żony w Nie-Boskiej komedii. Ma w swym dorobku teatralnym role takie jak Alina w "Balladynie", tytułowa Antygona w dramacie Sofoklesa, czy Helena Bułhakow w sztuce Macieja Wojtyszki.

## Ważniejsze role teatralne
- Żona - Nie-Boska komedia Z. Krasiński
- Pani – Pieszo według S. Mrożka
- Maria Grekow – Płatonow A. Czechowa
- Helena Bułhakow – Bułhakow H. Wojtyszki
- Anna – Bliżej P. Marbera
- Elka – Podróż do wnętrza pokoju M. Walczaka
- Marianna – Wesoło M. Reczka

## Filmografia
- 2009: Przystań (jako ekspedientka)
- 2003: M jak miłość (jako pacjentka Kotowicza)
- 1997: Klan (jako kandydatka do pracy w butiku Moniki a potem pracownica banku, w którym Elżbieta załatwiała likwidację lokaty terminowej)